# 120191 Tombagg
120191 Tombagg este o planetă minoră (asteroid) din centura de asteroizi. A fost descoperită pe 15 februarie 2004 la Catalina Station⁠(d) de Catalina Sky Survey. 
Obiectul prezintă o orbită caracterizată de o semiaxă mare de 2,3261435233486 UAi, o excentricitate de 0,16, o înclinație de 4,6 ° în raport cu ecliptica.